# Nagyváradi vár
A nagyváradi vár nagy történelmi múltra tekint vissza. Felújítása után 2020-tól itt alakították ki a Nagyváradi Városi Múzeumot. A romániai műemlékek jegyzékében a BH-II-a-A-01052 sorszámon szerepel.

## Története
I. László magyar király 1083–1095 között építtette a váradi prépostsági monostort a mai vár helyén. A monostor védelmét feltehetőleg vizesárok, sövény- vagy palánkfal, később kőfal biztosította: az 1241-es tatárjáráskor az itt tartózkodó Rogerius mester szerint „a várat kőfallal igazíttattak ki, mivel egyik oldalán romlottnak látták.” A vár nem tudott ellenállni a tatárok kőhajító gépeinek, a vár és a város is elpusztult. A tatárok elvonulása után Vince váradi püspök kezdte el az újjáépítést.

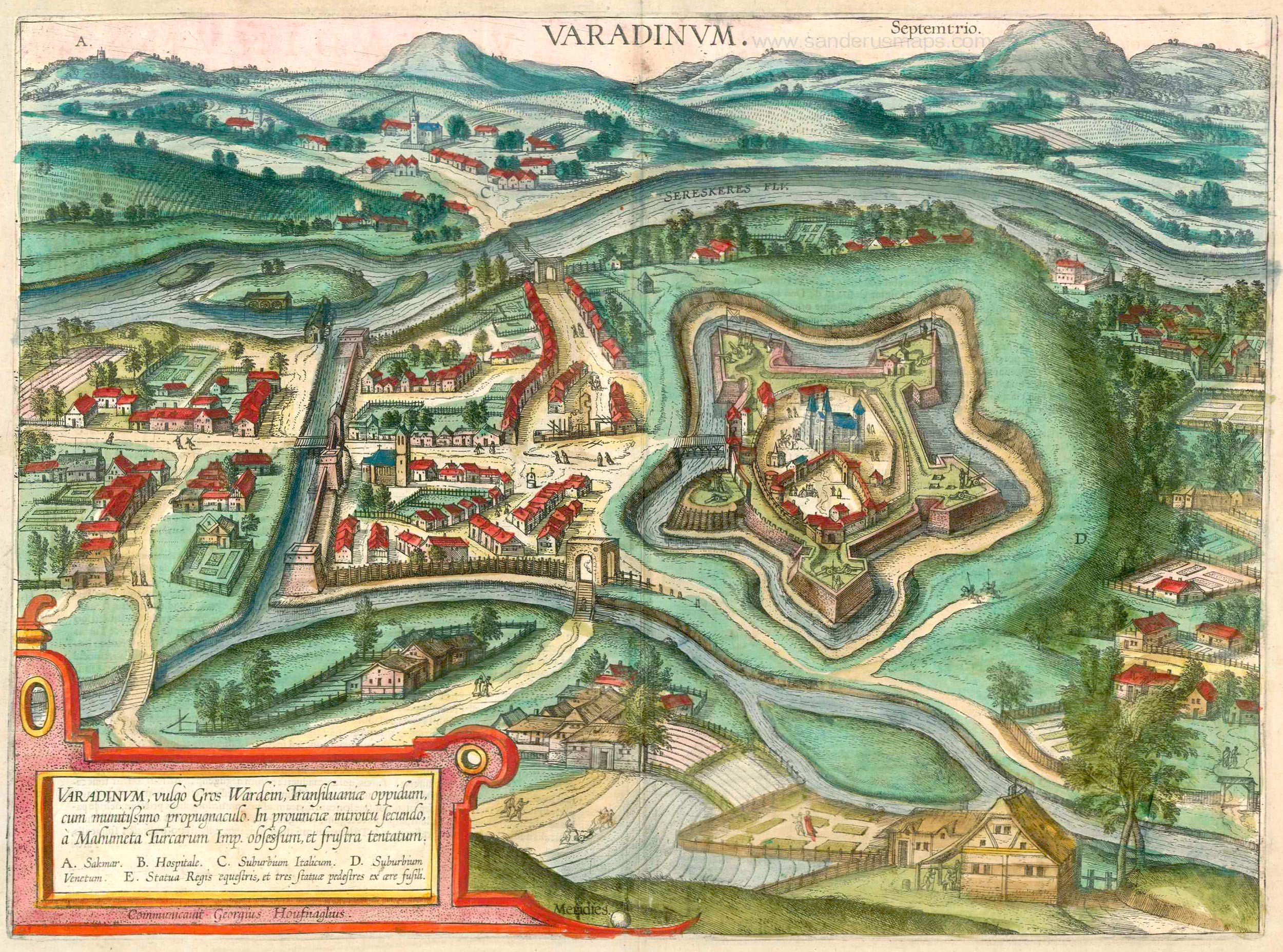
1617-es ábrázolás
Alaprajz
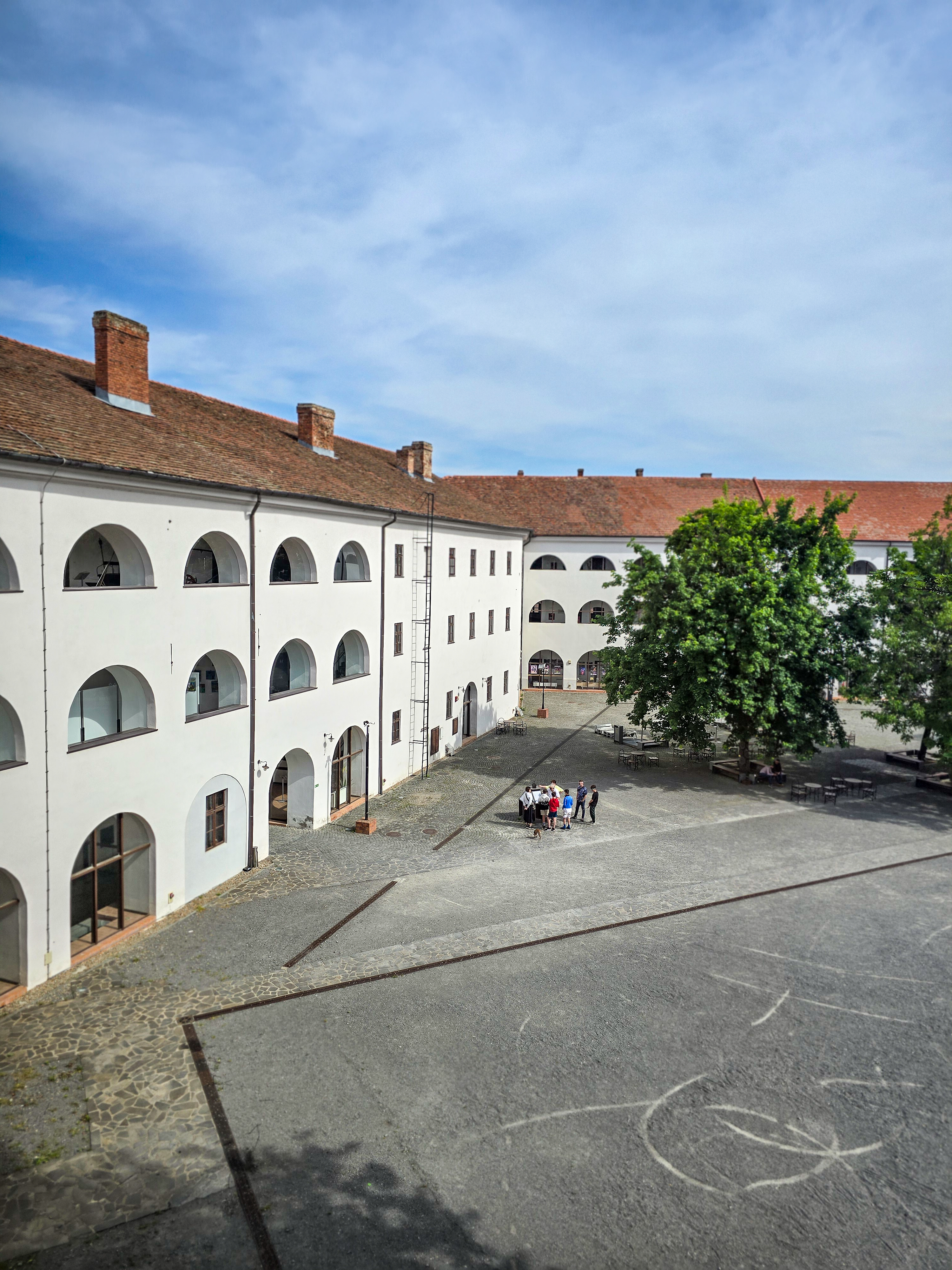
A várudvar
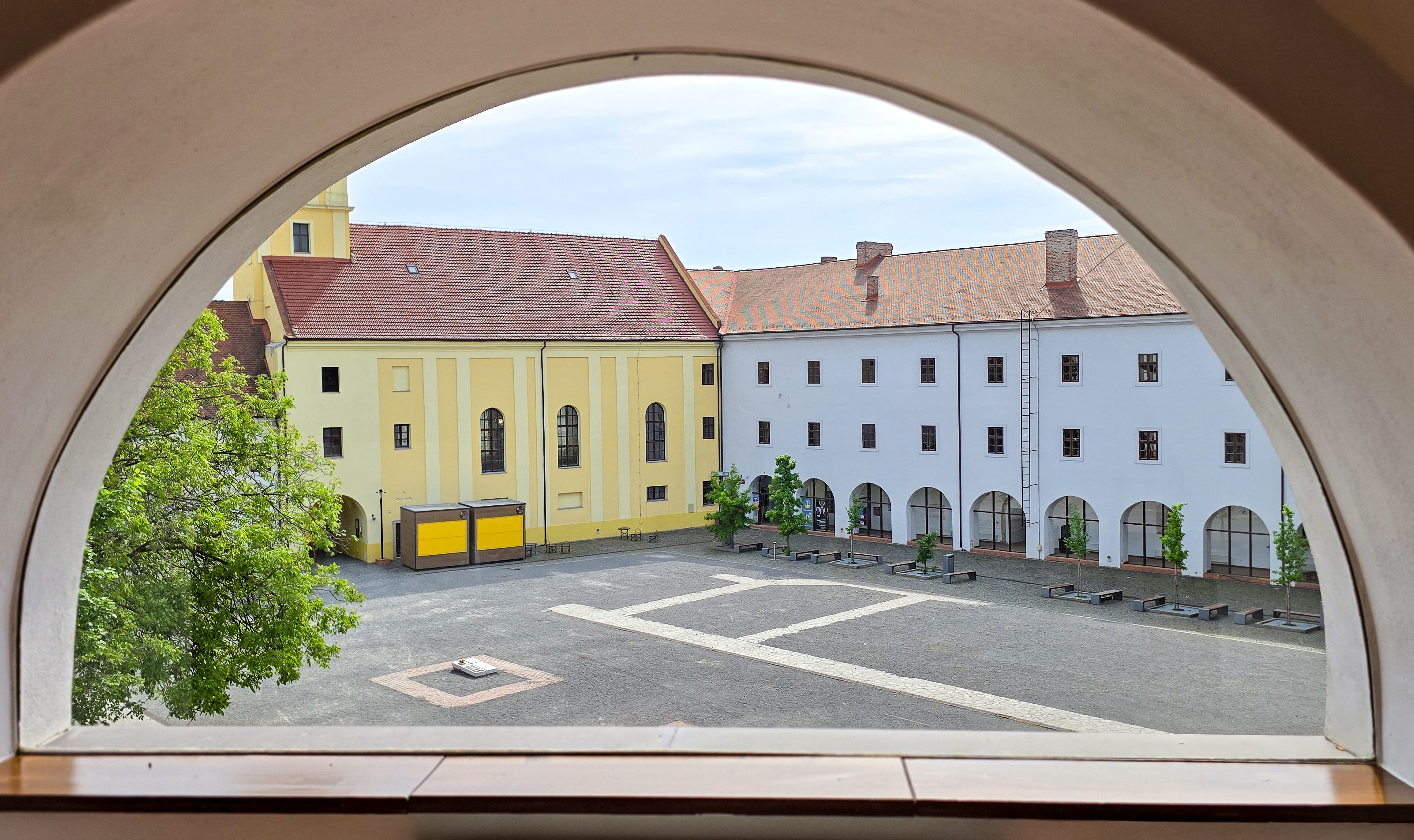
a Nagyváradi Városi Múzeum ablakából

1474. február 7-én Ali bég támadta meg Váradot. Elvonulása után Filipecz János püspök állíttatta helyre a várat. 1514-ben Dózsa György vezére, Lőrinc pap ostromolta. Amikor azonban a várat védő Pöstyén Gergely kapitány segítségére megérkezett Tomori Pál serege, az ostromlók elmenekültek.
Martinuzzi György megerősíttette a várat, egy új toronybástyát és a nyugati részen új védőfalat építtetett. Meggyilkoltatása után Zabergyei (Zabárdy) Mátyás püspök folytatta az építkezést. 1557. június 13-án az Izabella királyné pártján álló erdélyi hadak Varkoch Tamás vezetésével elfoglalták a várost és a várat.
1569-től a középkori püspökvárat teljesen újjáépítették a hadászat új követelményeinek, a tüzérség fejlődésének megfelelően. A munkálat anyagi támogatását az 1570. évi medgyesi országgyűlés is megszavazta. 1569 májusában János Zsigmond fejedelem parancsára szebeni Balog Mátyás mester érkezett Váradra társaival. Számos itáliai hadmérnök is érkezett az évek folyamán, köztük Ottavio Baldigara , aki 1579-ben, 1583-ban és 1584-ben is dolgozott itt – emellett Tokaj, Kisvárda, Eger és Érsekújvár erődítményeiben is tevékenykedett. 1574–74-ben várban 75 kőfaragó mester, kőműves, téglavető dolgozott több száz napszámos mellett. Báthory István lengyel királyként küldte ide Varsóból Simone Genga itáliai hadmérnököt.
1598. szeptember 29-én Szaturdzsi Mehmed pasa, szerdár ötvenezer tatár harcossal támadta meg a még mindig nem kész várat. Noha a Király György kapitány és Nyáry Pál ezredes vezette védők csak kétezren voltak, az ostromot sikeresen visszaverték.
A nagyobb munkálatok 1618-ra, Bethlen Gábor fejedelem idején fejeződtek be.
1660. augusztus 27-én Kösze Ali pasa hatvanezer fős sereggel vette körül a várat. Amikor a védők létszáma megfogyatkozott, és az élelmiszerkészletük is kiapadt, feladták a várat. 1664-ben Rákóczi László megpróbálta visszafoglalni, de a harc során halálos sebet kapott, és serege elvonult.
A város és a vár virágzó török közigazgatási központ, a váradi vilajet székhelye lett.
1689-ben Lajos Vilmos badeni őrgróf is eredménytelenül ostromolta, végül 1692. június 6-án vette be Heisler tábornok.
A császári sereg megkezdte a vár kijavítását, de az anyagi források akadozása miatt a munka csak lassan haladt. II. Rákóczi Ferenc elfoglalta a várost, de a várat nem sikerült bevennie. Az 1720-as években az építkezés folytatódott; az épületek az 1754-1755 és 1775-1777 között végzett munkálatok során nyerték el mai formájukat. A napóleoni háborúk idején a várban francia hadifoglyokat őriztek.
1836-ban a várost pusztító tűzvész a várat is súlyosan károsította. Az 1848–49-es forradalom és szabadságharc során a várban lakozó császáriak Glasser tábornokkal az élen a szabadságharc oldalára álltak. 1848. december 31-én az országgyűlés elhatározta, hogy a várat katonai bázisként használják.
1857-től a vár közvetlen katonai hasznosítása megszűnt, a továbbiakban csak kisegítő létesítményként működött. 1883-1887 között felújították. A két világháború között csendőriskola működött benne.
1947-1952 között a fejedelmi kastély északi szárnyát átmeneti lágerként használták. 1945–1989 között szintén katonai létesítmények működtek benne, de 1975 után több nagykereskedelmi raktárnak is helyet adtak; ekkor kezdődött a kastély állagának romlása.

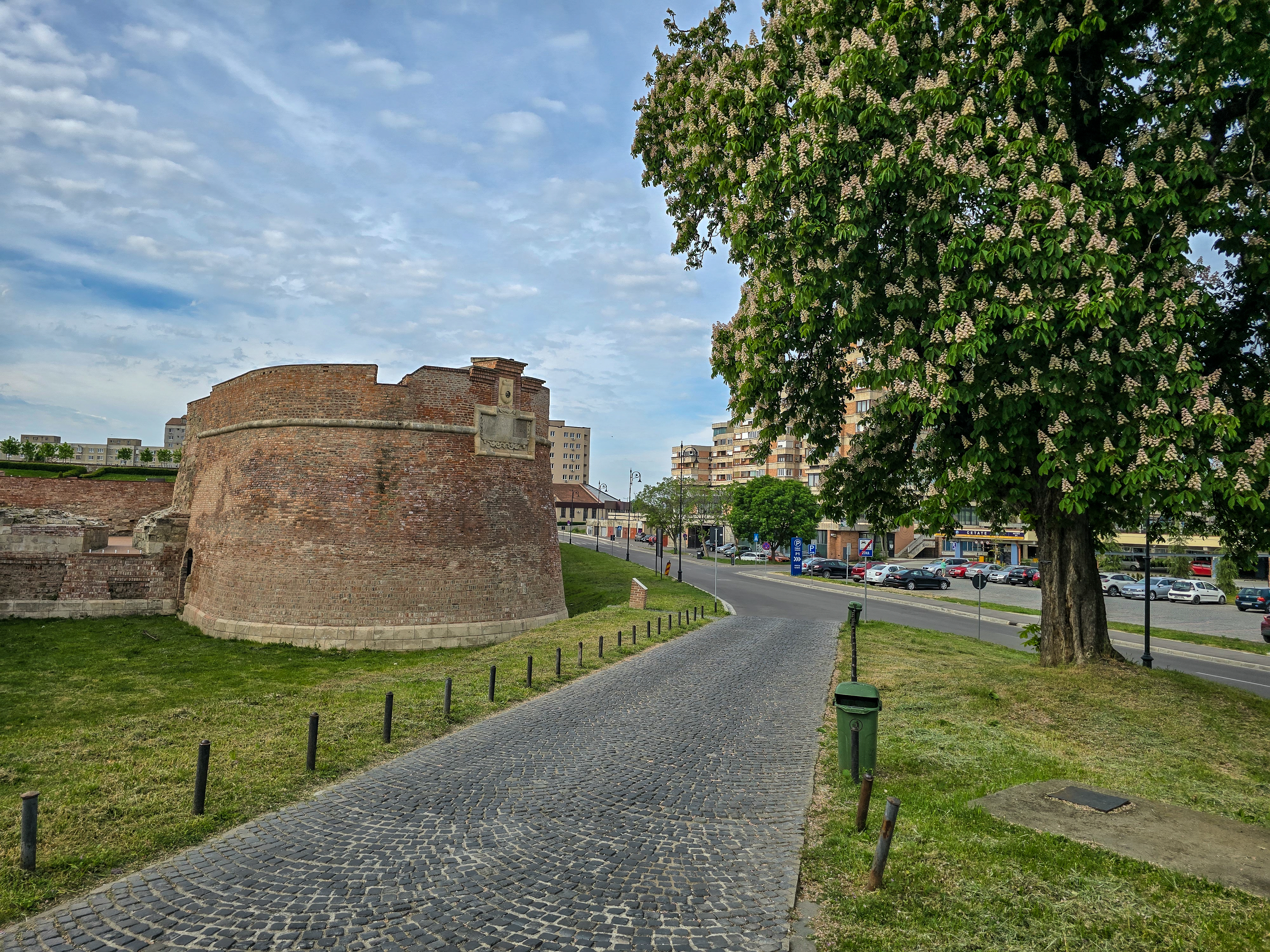
Bethlen-bástya
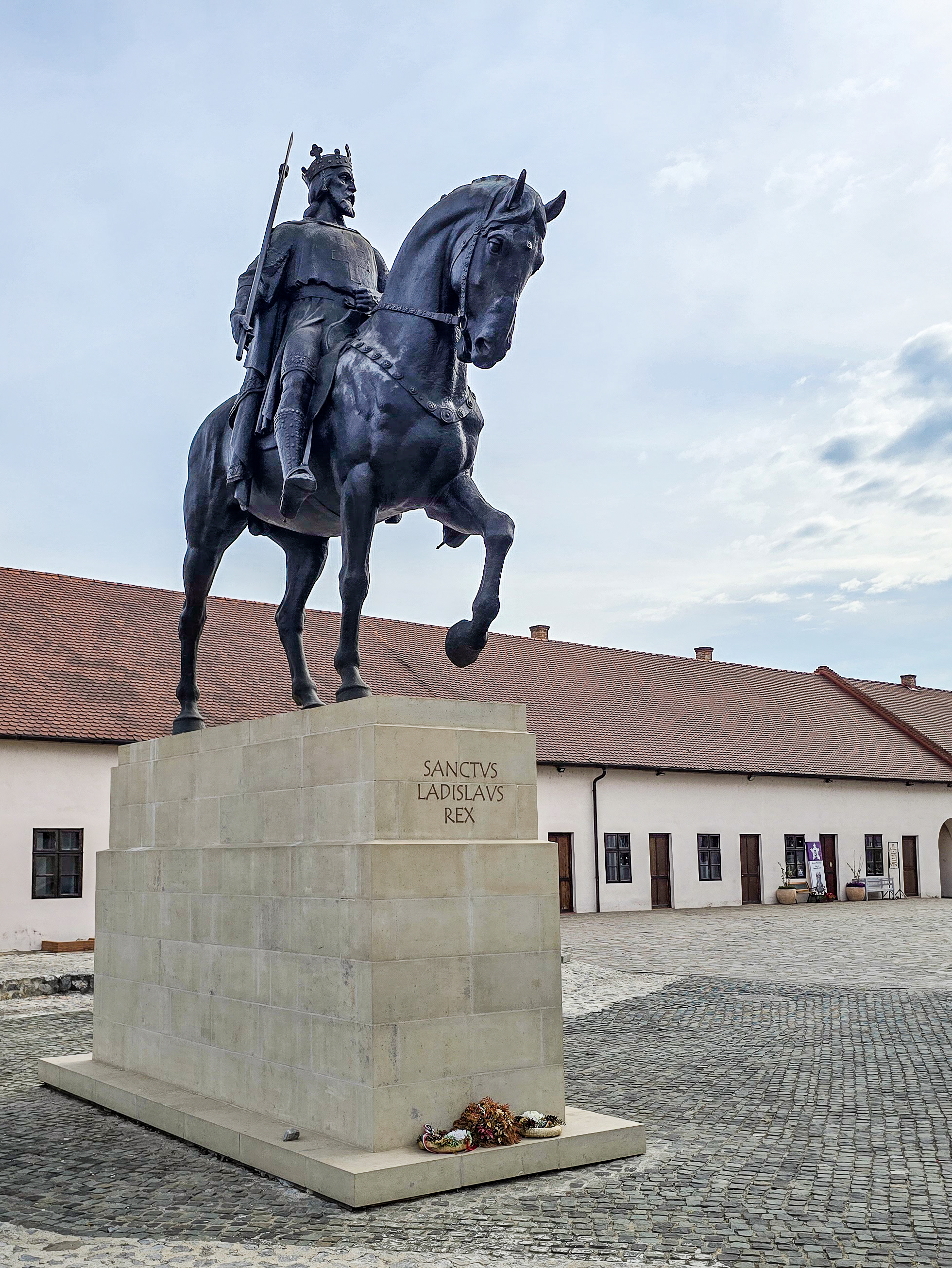
Szent László lovasszobra
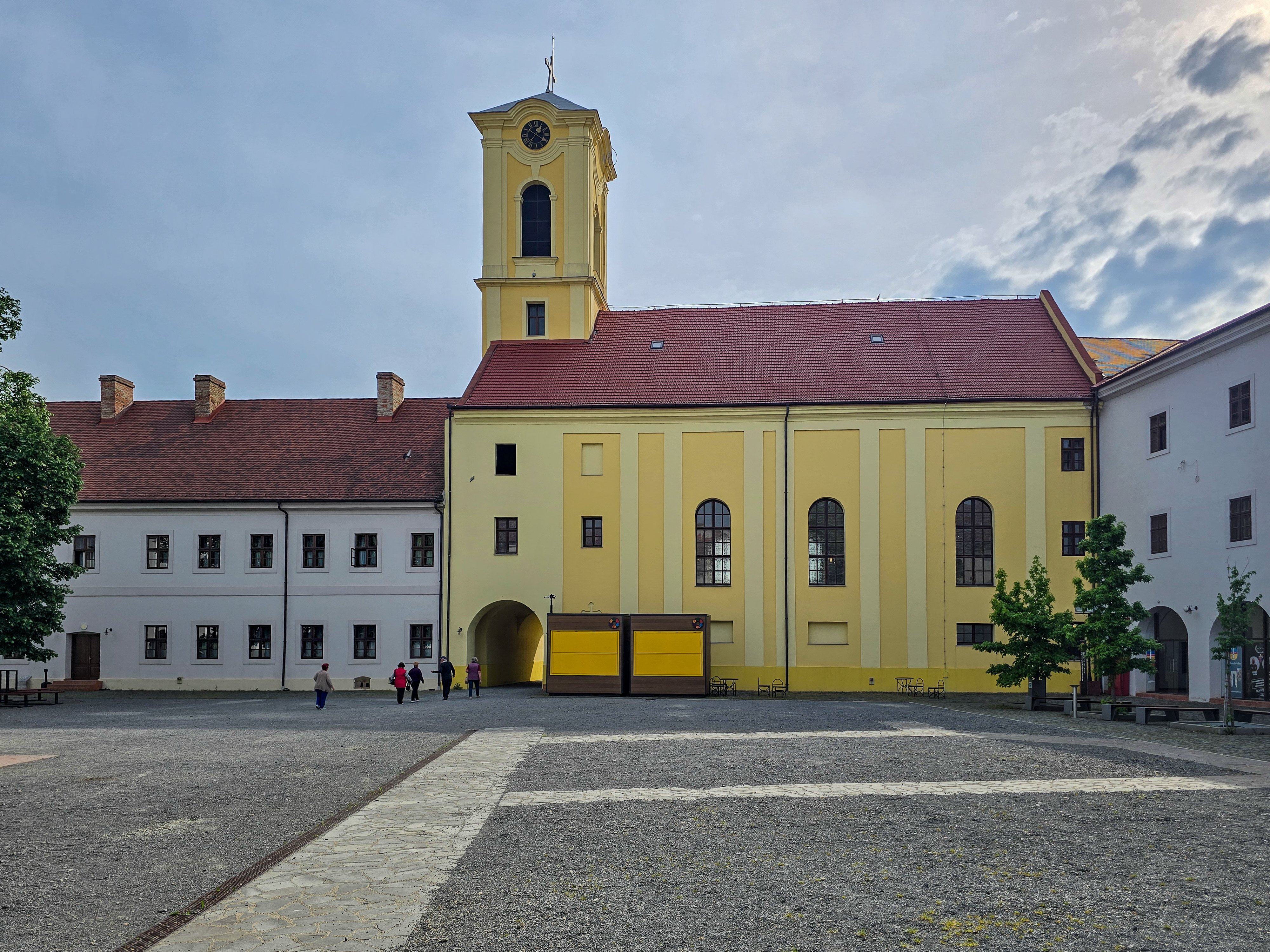
A vár temploma
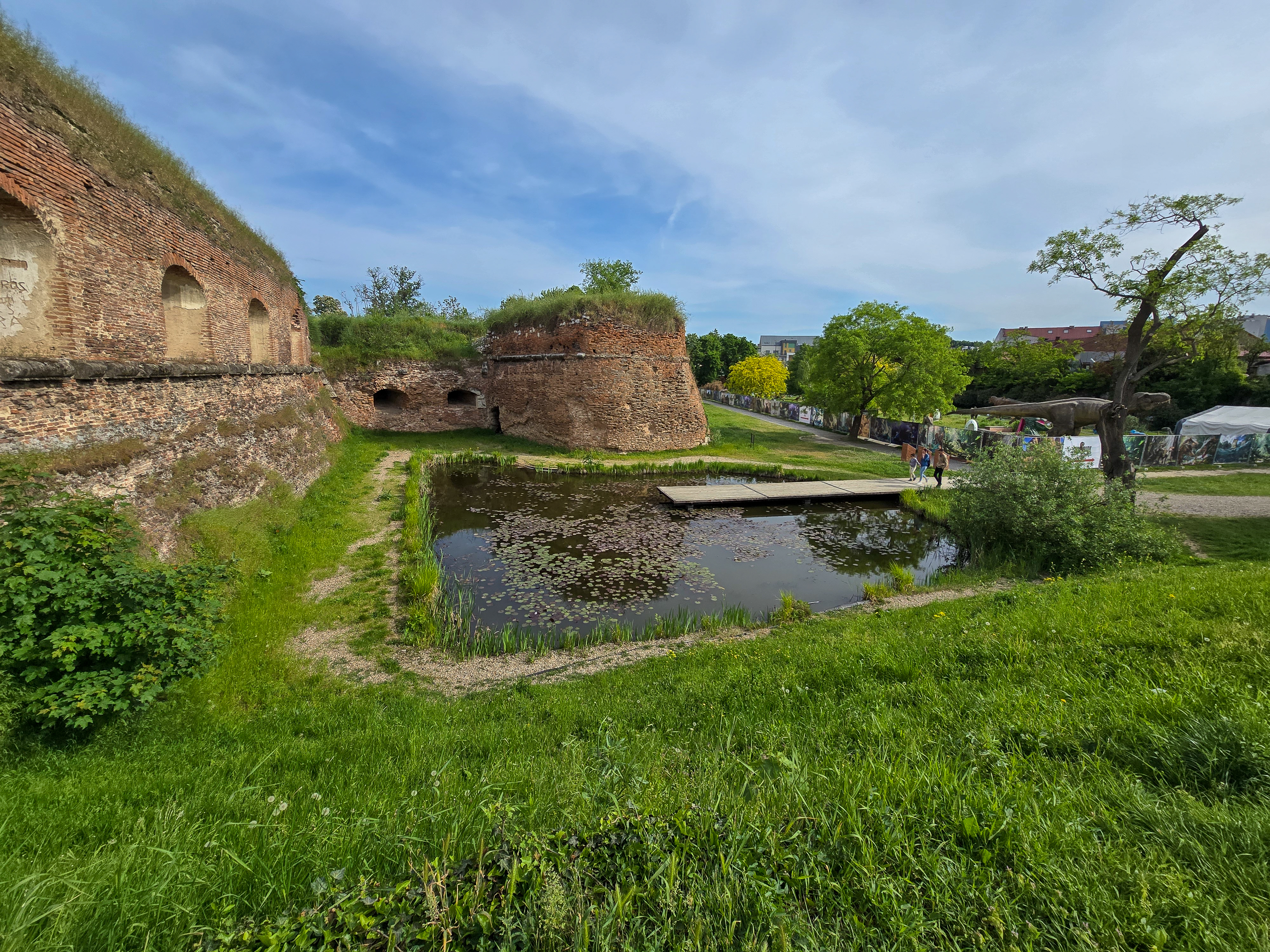
Aranyos-bástya

### Római katolikus plébániatemplom
A nagyváradi vár temploma eredetileg a déli szárnyban volt, ma az ott elhelyezett múzeumban tekinthetők meg régi alapjai. A mai templomépületet 1775 és 1776 között emelték az északkeleti részen, a vár ötszög alakjába illesztve. 1836-ban tűzvész sújtotta, Lajcsák Ferenc püspök építtette újjá. Később katonai raktár, majd ortodox templom is volt, mielőtt újra római katolikus templommá szentelték volna. Jelentős állagromlás után 1991-ben renoválták. Oltárképét Szamossy Elek festette 1882-ben. A templom orgonája eredetileg a szászföldi Mardos település számára készült, 1993-ban vásárolta meg az egyházmegye, 2023-ban restaurálták.

### Felújítás
Nagyvárad önkormányzata 2009-ben, valamint 2012-ben támogatást nyert az Európai Uniótól a vár felújítására, így belefoghatott a munkálatokba. A hat évig (2009-től 2015-ig) tartó projekt 87,86 millió lejes költségéből 66,31 millió lejt az Európai Unió biztosított. Nyolc épületben 486 termet alakítottak ki összesen 25 380 m² hasznos területtel, valamint 26 400 m² teret is felújítottak. Kiépítették a víz-, szennyvíz-, villany- és fűtéshálózatot is.
2020-tól a vár megújult épületeiben kapott helyet a Nagyváradi Városi Múzeum és egy többfunkciós kulturális tér. Ezek mellett több kulturális intézmény és egy házasságkötő terem is helyet kap. A tervek szerint egyházi múzeum, restauráló műhely, előadó- és próbatermek is lesznek a várban. 2015 végén már különböző rendezvényeknek, többek között főzőversenynek, rockfesztiválnak, karácsonyi vásárnak adott otthont.

## Leírása
A vár a Calea Clujului vagy Strada Grivitei utcák felől közelíthető meg.
A várban épített fejedelmi palota a későreneszánsz, olasz eredetű centrális kastélytípusok egyik legszebb példája. A vár ötszög alakú belső terébe koncentrikusan elhelyezett, szintén ötszögletű épületegyüttest tervezett a vernai Giacomo Resti észak-olasz építész, amelynek falai párhuzamosak a várfalakkal.
Főkapuja a déli oldalon volt. A Báthoryak korában épült az Aranyos- és Veres-bástya, majd a század végére készült el a Földbástya. Ezen utóbbit 1618 és 1627 között kőből átépítették és Bethlen-bástyának nevezték. Bethlen Gábor nevéhez fűződik korának egyik kiemelkedő alkotása, a váradi palota nyugati szárnya, ahol egyedülálló figurális stukkó-kompozíciók maradványai maradtak fenn. A termet fiókos dongaboltozat fedi, amelyeken a stukkó-díszek helyet kaptak. Reális és fantasztikus állatokat, gyümölcsöket ábrázolnak.
A törököktől történt visszafoglalás után a Habsburg Birodalom idején újabb nagyarányú építkezés zajlott a várban. Ekkor épültek a helyőrség számára szállások, lőszerraktárak, anyag- és élelmiszertároló terek. De ehhez az időszakhoz köthetők a vársáncon átvezető hidak újjáépítése, a fejedelmi palota épületszárnyainak helyreállítása, bővítése, valamint a helyőrségi kaszárnyák, nyugati elővédmű, raktárépületek, lőszer- és fegyverraktárak, tisztek és mérnökök lakosztályainak megépítése, a várárok kitisztítása és haszonkertek kialakítása. Ezen munkálatokhoz már osztrák építészeket szerződtettek.